# Caterine Ibargüen
Caterine Ibargüen Mena (* 12. Februar 1984 in Apartadó, Antioquia) ist eine ehemalige kolumbianische Leichtathletin. Sie trat sowohl im Hoch- als auch im Weit- und Dreisprung an. Im Dreisprung ist sie zweifache Weltmeisterin sowie Olympiasiegerin.

## Sportliche Laufbahn

### Anfänge in Südamerika (1999 bis 2010)

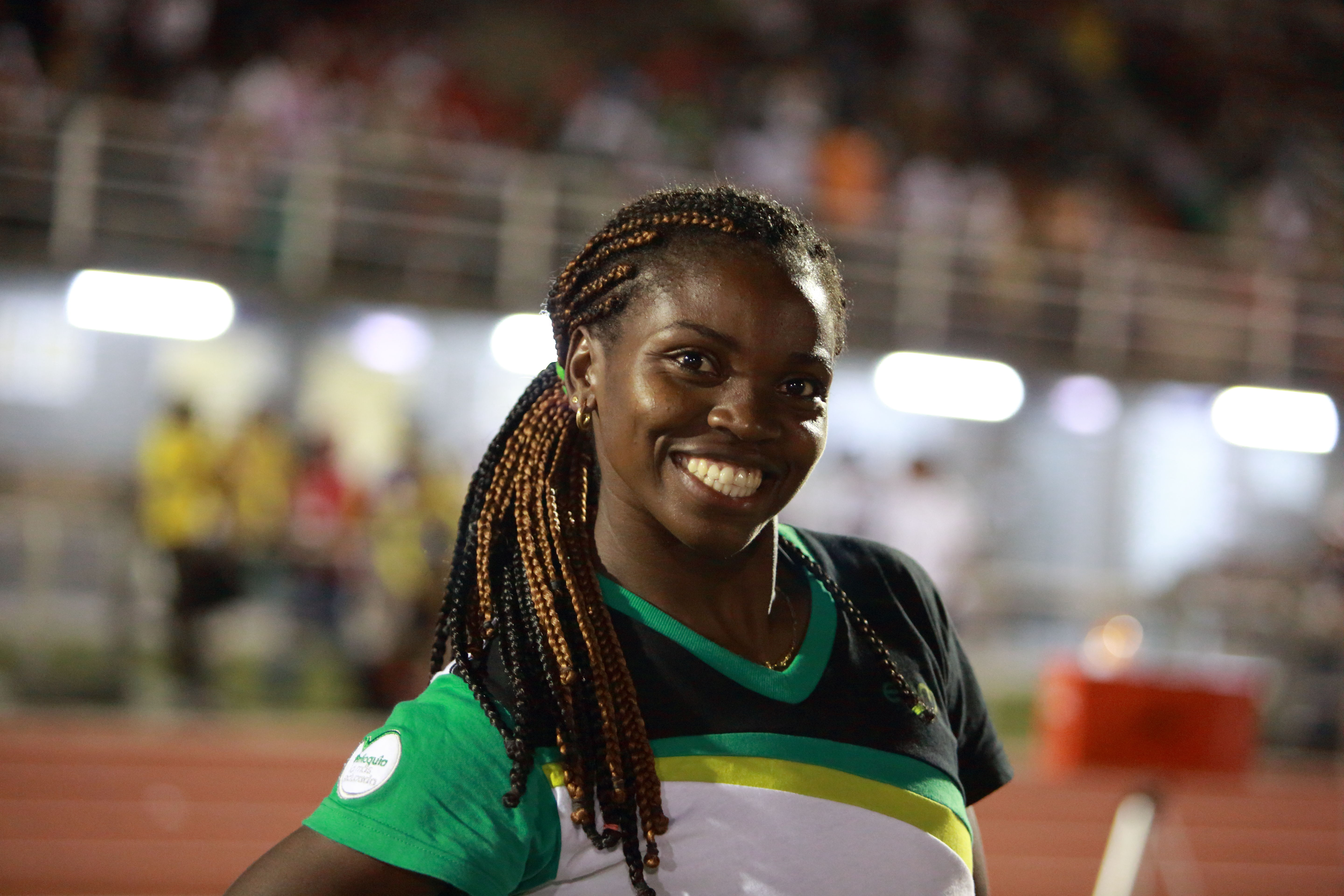
Caterine Ibargüen (2012)

Erste internationale Erfahrungen sammelte Caterine Ibargüen bei den Südamerikameisterschaften 1999 in Bogotá, bei denen sie mit 1,76 m die Bronzemedaille im Hochsprung gewann. Anschließend schied sie bei den Jugendweltmeisterschaften in Bydgoszcz mit 1,65 m in der Qualifikation aus und gewann bei den Juniorensüdamerikameisterschaften in Concepción mit übersprungenen 1,73 m die Silbermedaille. Zwei Jahre später siegte sie mit 1,77 m bei den Juniorensüdamerikameisterschaften in Santa Fe und gewann mit 5,87 m im Weitsprung und mit der kolumbianischen 4-mal-100-Meter-Staffel zwei Silbermedaillen und mit 12,65 m im Dreisprung die Bronzemedaille. Anschließend gewann sie bei den Panamerikanischen Juniorenmeisterschaften ebendort mit 1,77 m Silber im Hochsprung sowie Bronze mit der Staffel. Zudem wurde sie Vierte im Drei- und Sechste im Weitsprung. Danach siegte sie mit 1,79 m bei den Juegos Bolivarianos in Ambato. 2002 schied sie im Dreisprung mit 12,69 m bei den Juniorenweltmeisterschaften in Kingston aus und gewann anschließend Silber und Bronze bei den Südamerikameisterschaften im Hoch- und Dreisprung bei den Zentralamerika- und Karibikjuniorenmeisterschaften in Bridgetown. Auch bei den Zentralamerika- und Karibikspielen (CAC) in San Salvador gewann er mit einer Weite von 13,17 m die Silbermedaille im Dreisprung und mit 1,79 m Bronze im Hochsprung.
2003 feierte sie bei den Juniorensüdamerikameisterschaften in Guayaquil einen Doppelsieg im Hoch- und Dreisprung und gewann bei den Südamerikameisterschaften in Barquisimeto mit 6,04 m die Silbermedaille im Weitsprung hinter der Brasilianerin Keila Costa und mit 13,07 m Bronze im Dreisprung, während sie im Hochsprungbewerb mit 1,79 m auf den vierten Platz gelangte. Anschließend wurde sie bei den Panamerikanischen Juniorenmeisterschaften in Bridgetown im Hoch- und Dreisprung jeweils Vierte. 2004 siegte sie bei den U23-Südamerikameisterschaften in Barquisimeto mit 1,91 m im Hochsprung und sicherte sich mit 6,05 m Silber im Weitsprung. Zudem gewann sie bei den Ibero-Amerikanischen Meisterschaften in Huelva mit 1,88 m die Bronzemedaille und qualifizierte sich damit im Hochsprung für die Olympischen Spiele in Athen, bei denen sie mit 1,85 m in der Qualifikation ausschied. Auch bei den Hallenweltmeisterschaften 2006 in Moskau reichten 1,81 m nicht für den Finaleinzug. Daraufhin gewann sie bei den Zentralamerika- und Karibikspielen in Cartagena mit 1,88 m bzw. 6,36 m jeweils die Silbermedaille im Hoch- und Weitsprung. Anschließend siegte sie mit 1,90 m erneut bei den Südamerikameisterschaften in Tunja und gewann im Weit- und Dreisprung jeweils die Silbermedaille. Auch bei den U23-Südamerikameisterschaften in Buenos Aires siegte sie mit 6,32 m im Weitsprung und gewann in Hoch- und Dreisprung jeweils Silber.
2007 nahm sie erstmals an den Panamerikanischen Spielen in Rio de Janeiro teil und wurde dort mit übersprungenen 1,87 m Vierte. Bei den Südamerikameisterschaften in São Paulo holte sie mit 1,84 m den dritten Titel im Hochsprung in Folge und gewann mit 6,18 m auch Bronze im Weitsprung. Bei den Ibero-Amerikanischen Meisterschaften in Iquique gewann sie mit 1,85 m Silber, wie auch bei den CAC-Meisterschaften in Cali mit 1,88 m, bei denen sie zudem mit 13,04 m Sechste im Dreisprung wurde. 2009 siegte sie bei den Südamerikameisterschaften in Lima mit 1,88 m und 13,93 m im Hoch- und Dreisprung und schied bei den Weltmeisterschaften in Berlin mit 1,85 m in der Qualifikation aus. Anschließend siegte sie bei den Juegos Bolivarianos in Sucre im Hoch- und Weitsprung sowie mit 13,96 m Silber im Dreisprung. Im Jahr darauf gewann sie bei den Ibero-Amerikanischen Meisterschaften in San Fernando mit 14,29 m erneut eine Silbermedaille. Auch bei den Zentralamerika- und Karibikspielen in Mayagüez gewann sie mit einer Weite von 14,10 m die Silbermedaille im Dreisprung hinter der Jamaikanerin Kimberly Williams. Zudem wurde sie mit 6,29 m im Weitsprung Vierte.

### Anschluss zur Weltspitze (2011 bis 2014)
2011 siegte sie bei den Südamerikameisterschaften in Buenos Aires mit 14,59 m Gold im Dreisprung sowie mit 6,45 m Bronze im Weitsprung. Daraufhin nahm sie erneut an den Weltmeisterschaften in Daegu teil und rückte mit dem Gewinn der Bronzemedaille mit 14,84 m hinter der Ukrainerin Olha Saladucha und Olga Rypakowa aus Kasachstan ins Blickfeld der medialen Weltöffentlichkeit. Im selben Jahr sicherte sie sich bei den Panamerikanischen Spielen in Guadalajara mit 14,92 m den Titel im Dreisprung und erreichte mit einer Weite von 6,63 m den dritten Platz im Weitsprung. 
Daraufhin entschied sie sich, ausschließlich im Dreisprung anzutreten und gewann bei den Olympischen Spielen in London im Jahr darauf mit 14,80 m die Silbermedaille hinter der Kasachin Rypakowa und nur einen Zentimeter vor Saladucha, die auf den Bronzerang gelangte. Ähnlich knapp fiel im Folgejahr auch ihr Sieg bei den Weltmeisterschaften in Moskau aus, zu denen sie als Mitfavoritin angereist war. Mit vier Zentimetern Vorsprung auf die zweitplatzierte Russin Jekaterina Konewa gewann sie die Goldmedaille. 2014 sprang sie beim Herculis in Monaco auf 15,31 m und stellte damit den immer noch gültigen (Stand 2019) Südamerikarekord auf, mit dem sie auf Platz fünf der ewigen Bestenliste klassierte. Im Spätsommer siegte sie mit 14,52 m beim Leichtathletik-Continentalcup in Marrakesch und sicherte sich bei den Zentralamerika- und Karibikspielen in Xalapa mit 14,57 m ihre nächste Goldmedaille.

### Weltmeistertitel und Olympiasieg (ab 2015)

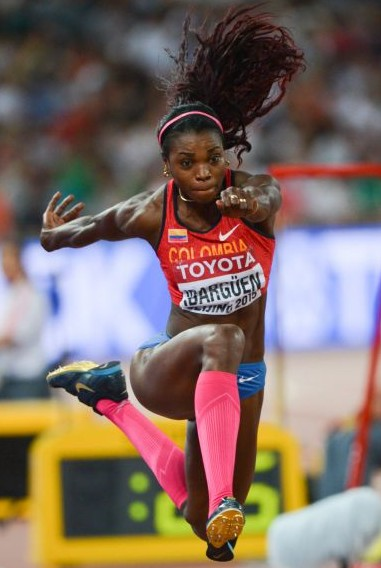
Ibargüen bei den Weltmeisterschaften in Peking 2015

2015 dominierte Ibargüen, wie schon im Jahr zuvor das internationale Geschehen. So blieb sie in allen Wettkämpfen bis in die Saison 2017 ungeschlagen. Somit verteidigte sie bei den Weltmeisterschaften in Peking mit einem Sprung auf 14,90 m im Finale ihren Titel und gewann zuvor auch mit 15,08 m bei den Panamerikanischen Spielen in Toronto. Im Jahr darauf wurde sie ihrer Favoritenrolle bei den Olympischen Spielen gerecht und siegte mit einem Sprung auf 15,17 m im Finale vor der Venezolanerin Yulimar Rojas und Rypakowa aus Kasachstan. Erst 2017 musste sie sich bei den Weltmeisterschaften in London mit 14,89 m hauchdünn Rojas geschlagen geben, die im Finale nur zwei Zentimeter vor ihr lag. 2018 ging sie wieder vermehrt im Weit- und Dreisprung an den Start. So gewann sie bei den Zentralamerika- und Karibikspielen in Barranquilla mit 6,83 m und 14,92 m in beiden Bewerben jeweils die Goldmedaille. Anfang September sicherte sie sich beim Leichtathletik-Continentalcup in Ostrava die Siege in beiden Disziplinen und verbesserte mit 6,93 m im Weitsprung ihren eigenen Landesrekord um weitere 20 Zentimeter. 2019 wurde Ibargüen bei den Panamerikanischen Spielen in Lima mit 6,54 m überraschend nur Fünfte, da sie in der Saison bereits sehr gute Resultate im Weit- und Dreisprung verzeichnet hatte. Als Grund gab sie Schmerzen am Fuß an und sagte auch ihre Teilnahme am Dreisprungbewerb ab. Mit Siegen bei den Bislett Games und der Athletissima war sie trotzdem eine Medaillenkandidatin bei den Weltmeisterschaften in Doha, bei denen sie mit 14,73 m auch die Bronzemedaille hinter der Venezolanerin Yulimar Rojas und Shanieka Ricketts aus Jamaika gewann. 2020 wurde sie mit 6,61 m Zweite beim Bauhaus-Galan und im Jahr darauf nahm sie im Dreisprung ein weiteres Mal an den Olympischen Spielen in Tokio teil und belegte dort mit 14,25 m im Finale den zehnten Platz. Während der Eröffnungsfeier war sie, gemeinsam mit dem Boxer Yuberjen Martínez, die Fahnenträgerin ihrer Nation.
Ibargüen lebt und trainiert auf Puerto Rico. Sie ist 17-fache Kolumbianische Meisterin im Hoch-, Weit- und Dreisprung. Von 2013 bis 2016 und 2018 sicherte sie sich jeweils die Gesamtwertung der IAAF Diamond League im Dreisprung sowie 2018 auch im Weitsprung. Sie ist damit mit sechs Titeln gemeinsam mit der Kroatin Sandra Perković die erfolgreichste Athletin. 2018 wurde sie zur Weltleichtathletin des Jahres gekürt. Bis 2019 war sie auch Inhaberin des kolumbianischen Rekordes im Hochsprung, der nun von María Fernanda Murillo gehalten wird.

## Persönliche Bestleistungen
- Hochsprung: 1,93 m, 22. Juli 2005 in Cali
  - Hochsprung (Halle): 1,81 m, 11. März 2006 in Moskau (kolumbianischer Rekord)
- Weitsprung: 6,93 m (+0,8 m/s), 9. September 2018 in Ostrava (kolumbianischer Rekord)
- Dreisprung: 15,31 m (0,0 m/s), 18. Juli 2014 in Monaco (kolumbianischer Rekord)